# Mitar Novaković
Mitar Novaković (cyrillique : Митар Новаковић), né le 27 septembre 1981 à Bar (Monténégro), est un footballeur international monténégrin. Il évolue actuellement dans le club russe d'Amkar Perm au poste de milieu de terrain.

## Carrière

### En sélection nationale
Mitar Novaković fait ses débuts en équipe nationale du Monténégro le 17 octobre 2007 contre l'Estonie.
17 sélections et aucun but avec le Monténégro depuis 2007.

## Statistiques détaillées

### En club
| Saison      | Club         | Pays                 | Championnat    | Championnat | Championnat |
| Saison      | Club         | Pays                 | Division       | Matchs      | Buts        |
| ----------- | ------------ | -------------------- | -------------- | ----------- | ----------- |
| 2005 - 2006 | Rad Belgrade | Serbie-et-Monténégro | SuperLiga      | 26          | 3           |
| 2006 - 2007 | OFK Belgrade | Serbie               | SuperLiga      | 26          | 2           |
| 2007 - 2008 | OFK Belgrade | Serbie               | SuperLiga      | 28          | 5           |
| 2008        | Amkar Perm   | Russie               | Premier League | 15          | 1           |
| 2009        | Amkar Perm   | Russie               | Premier League | 28          | 0           |
| 2010        | Amkar Perm   | Russie               | Premier League | 29          | 3           |
| 2011 - 2012 | Amkar Perm   | Russie               | Premier League |             |             |